# 34e cérémonie des Victoires de la musique
La 34e cérémonie des Victoires de la musique a lieu le 8 février 2019 à la Seine musicale de Boulogne-Billancourt. La cérémonie est retransmise à la télévision sur France 2 et présentée par Daphné Bürki.

## Tournage

### Lieu
La cérémonie est tournée à Boulogne-Billancourt, à la Seine musicale.

## Performances
| Artiste(s)                                     | Chanson(s)                                                 |
| ---------------------------------------------- | ---------------------------------------------------------- |
| Louane                                         | Midi sur novembre                                          |
| Orelsan                                        | Défaite de famille                                         |
| Angèle                                         | Tout oublier                                               |
| Eddy de Pretto                                 | Random                                                     |
| Vanessa Paradis                                | Kiev                                                       |
| Christine and the Queens                       | La Marcheuse                                               |
| Boulevard des airs                             | Je me dis que toi aussi                                    |
| Aya Nakamura                                   | Djadja                                                     |
| Bigflo et Oli                                  | Rentrez chez vous !                                        |
| Étienne Daho                                   | L'Étincelle                                                |
| Jeanne Added                                   | Radiate                                                    |
| Camélia Jordana                                | Dhaouw                                                     |
| Tim Dup                                        | Vers les ourses polaires                                   |
| Alain Chamfort et Tess Chamfort                | Les Microsillons                                           |
| Jeanne Added, Camélia Jordana et Clara Luciani | For me... formidable (hommage à Charles Aznavour)          |
| Therapie Taxi                                  | PVP                                                        |
| Clara Luciani                                  | La Grenade                                                 |
| Damso                                          | Feu de bois                                                |
| Izïa et Arthur H                               | Je ne peux plus dire je t'aime (hommage à Jacques Higelin) |
| Shaka Ponk                                     | Killing Hallelujah                                         |
| Foé                                            | Nuria                                                      |
| Roni Alter                                     | Devil's Calling                                            |
| Orelsan et Damso                               | Rêves bizarres                                             |

## Palmarès
Les nommés sont annoncés le 9 janvier 2019, et les lauréats lors de la cérémonie le 8 février 2019. 
Les gagnants sont indiqués ci-dessous en tête de chaque catégorie et en caractères gras, et les nommés au-dessous. 

### Artiste interprète féminine

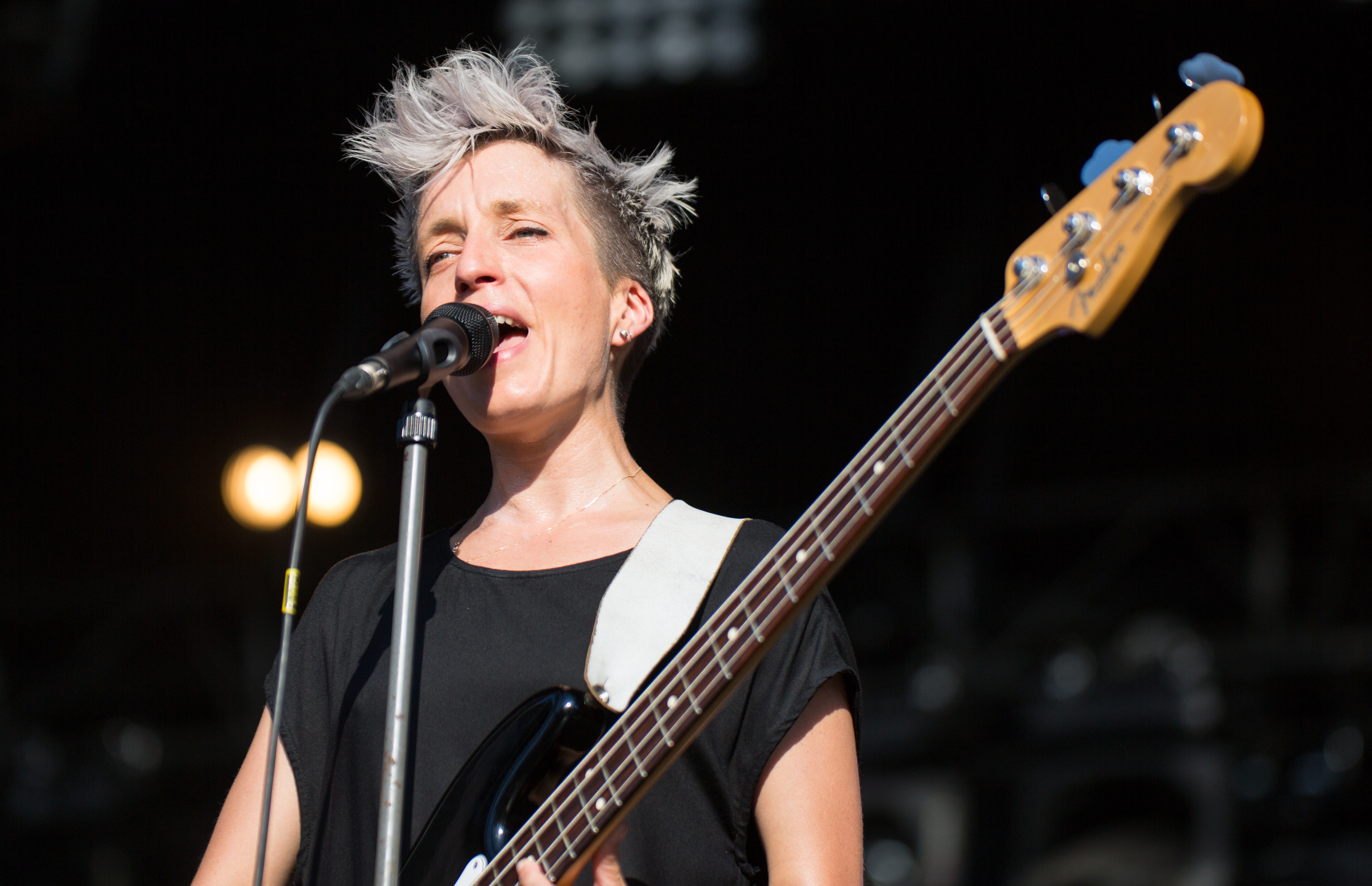
Jeanne Added, l'artiste féminine.

- Jeanne Added
  - Christine and the Queens
  - Vanessa Paradis

### Artiste interprète masculin
- Bigflo et Oli
  - Étienne Daho
  - Eddy de Pretto

### Révélation scène

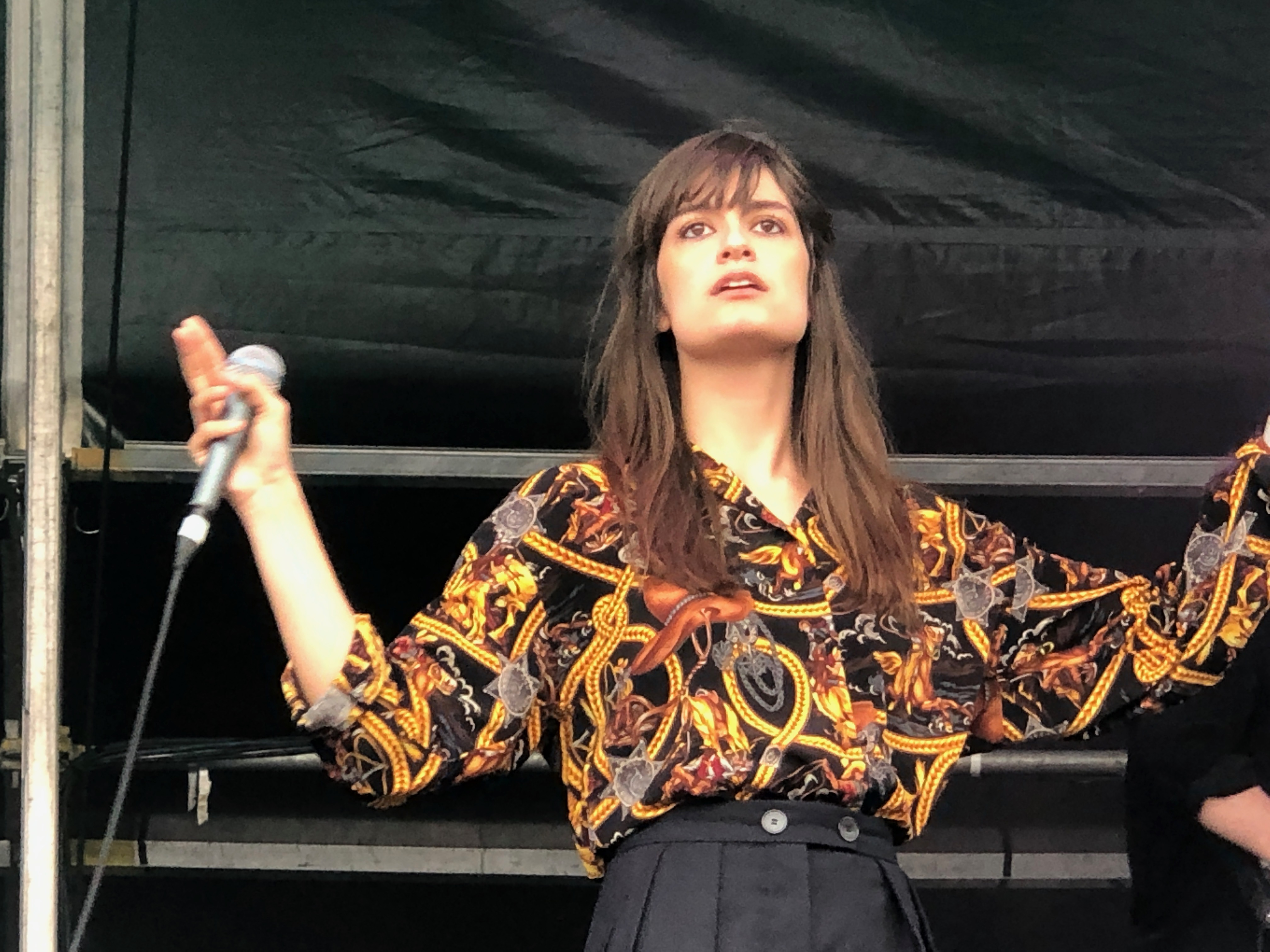
Clara Luciani, révélation scène.

- Clara Luciani
  - Therapie Taxi
  - Tim Dup

### Album révélation
- Brol d'Angèle
  - Îl de Foé
  - Roni Alter de Roni Alter

### Album de chansons variétés
- En amont d'Alain Bashung
  - Chris de Christine and the Queens
  - Le Désordre des choses d' Alain Chamfort

### Album rock
- Radiate de Jeanne Added
  - L'Oiseleur de Feu! Chatterton
  - Les Rescapés de Miossec

### Album de musiques urbaines
- La Vie de rêve de Bigflo et Oli
  - Cure de Eddy de Pretto
  - Nakamura de Aya Nakamura

### Album rap
- Lithopédion de Damso
  - Bendero de Moha La Squale
  - XX5 de Georgio

### Album de musiques du monde
- LOST de Camélia Jordana
  - Fenfo de Fatoumata Diawara
  - Delgrès de Delgrès

### Album de musiques électroniques
- Dancehall de The Blaze
  - Her de Her
  - Super 8 de Synapson

### Chanson originale
- Je me dis que toi aussi de Boulevard des airs
  - Midi sur novembre de Louane (feat. Julien Doré)
  - Djadja de Aya Nakamura
  - Rêves bizarres d'Orelsan  (feat. Damso)

### Concert
- Orelsan
  - Eddy de Pretto
  - Shaka Ponk

### Création audiovisuelle
- Tout oublier d'Angèle (réalisateurs : Brice VDH et Léo Walk)
  - Alright de Jain (réalisateurs : Greg et Lio)
  - Rêves bizarres d'Orelsan et Damso (réalisateurs : Adrien Lagier et Ousmane Ly)

## Statistiques

### Nominations multiples
- 3 : Eddy de Pretto, Orelsan, Damso
- 2 : Jeanne Added, Christine and the Queens, Bigflo et Oli, Angèle, Aya Nakamura

### Récompenses multiples
- 2 : Jeanne Added, Bigflo et Oli, Angèle

## Audiences
La cérémonie réunit 2,82 millions de téléspectateurs pour sa diffusion en direct sur France 2, soit 16,2 % du public.